# ニューサウスウェールズ大学
ニューサウスウェールズ大学（ニューサウスウェールズだいがく、英語：The University of New South Wales、略称：UNSWまたはUNSW Sydney）は、オーストラリア連邦ニューサウスウェールズ州シドニーに本部を置く国立総合大学である。優れた教育実績と研究成果により、アジア太平洋地域における最良の大学の1つとされ、オーストラリア国内においてもシドニー大学やメルボルン大学と並び常にトップに位置づけられている名門大学である。世界的にも高く評価されており、2024年のQS世界大学ランキングにおいては世界19位に位置付けられ、ニューサウスウェールズ州内の大学ではシドニー大学と同率1位となった。また、ニューサウスウェールズ大学は、オーストラリアの中でも特に優れた8つの名門大学により構成されるオーストラリア8大学（Group of Eight）の創立メンバーである。オーストラリア国内の大学では最も多くの卒業生がASX200に上場している会社のCEOになっている。2013年、同紙の"World's top 100 universities for producing millionaires"では33位に位置付けられており、オーストラリアの大学ではトップとなった。

## 沿革

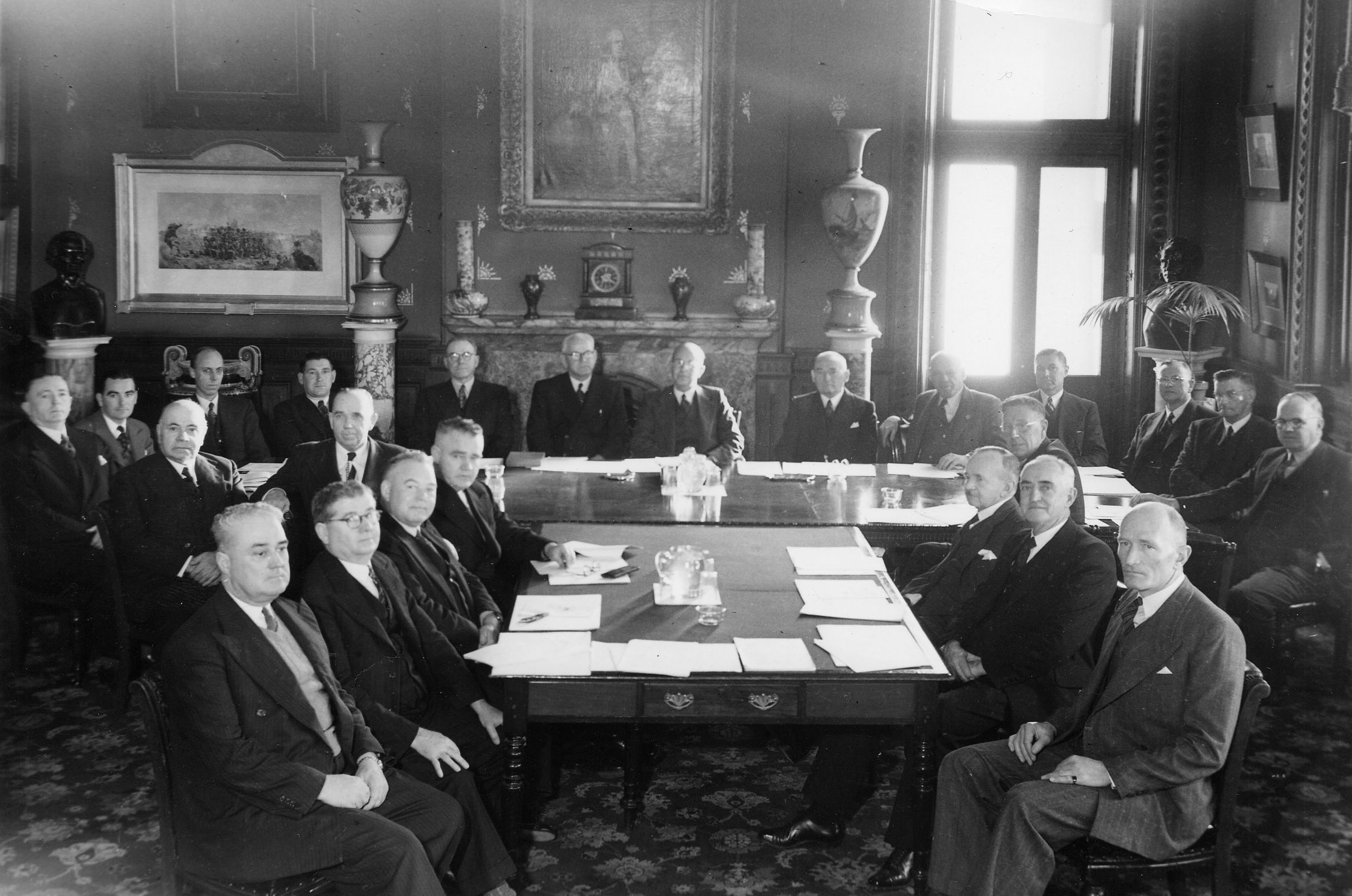
1949年第一回大学評議会の様子

産業革命および第二次世界大戦を通じて科学技術分野における高等教育の必要性が世界的に高まったことを受け、1949年、ニューサウスウェールズ州議会によりニューサウスウェールズ工科大学として設立された。オーストラリアの大学の中では、同じくシドニーに本部を構えるシドニー大学のほか、メルボルン大学やアデレード大学などに次いで８番目に設立された大学（university）であるが、その歴史を辿ると、大学の前身はニューサウスウェールズ州が大英帝国の植民地であった当時に設立されたSydney Technical Collegeにまで遡ることができるため、国内ではウェスタンシドニー大学に次いで２番目に長い歴史を持つ大学であるとも言える。
設立当初は土木工学、機械工学、電気工学といった分野に関する教育と研究が主体であったが、総合的な人間を育成するという観点から、学生には人文科学や商学などの教育も並行して行われていた。1958年に校名を現在のニューサウスウェールズ大学へと変更し、1960年には人文学部と医学部、1971年には法学部が新設され、大学の性格は工科大学から総合大学へと変化していった。
1951年には海外からの学生の受け入れも始め、その数は国内出身の学生と共に年々増加し、2000年に入ると全学生の約5分の1が留学生で占められるまでになった。現在は50,000人を超える学生が在籍しており、またそのうち10,000人以上が国外出身の学生であるため、オーストラリアにおいて最も国際色の豊かな大学の1つとなっている。

## キャンパス

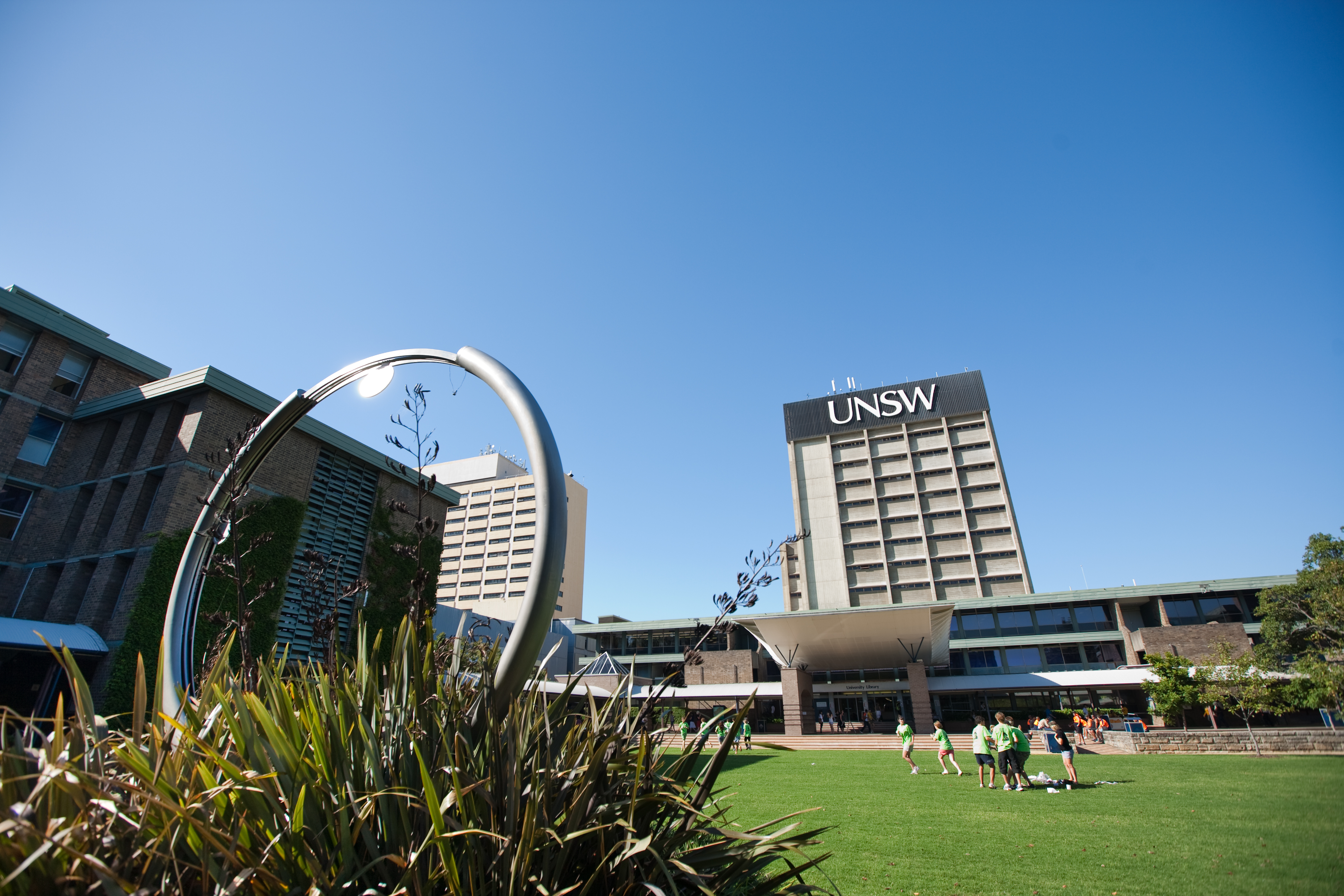
ケンジントンキャンパス

- Kensington Campus - 大学のメインキャンパスであり、シドニー中心部から南東に7kmのケンジントンに所在する。全9学部のうち7つがある。

- Paddington Campus - UNSW Art & Designの学部がある。
- CBD Campus
- Randwick Campus
- Cliffbrook Campus
- David Phillips Campus
- Manly Vale Campus
- Canberra Campus

## 学部
- UNSW Art & Design
- UNSW Arts & Social Sciences
- UNSW Built Environment
- UNSW Business School
- UNSW Engineering
- UNSW Law
- UNSW Medicine
- UNSW Science
- UNSW Canberra at ADFA - オーストラリア国防大学 (ADFA) の高等教育部分にあたり、連邦首都キャンベラに所在する。

その他、オーストラリア国立演劇学院と学術提携を結んでいる。

## 世界ランキング
| 出版                         | 2020 | 2021 | 2022 | 2023 | 2024 |
| ---------------------------- | ---- | ---- | ---- | ---- | ---- |
| QS World University Rankings | 43   | 44   | 43   | 45   | 19   |

| 出版                                    | 2019 | 2020 | 2021 | 2022 | 2023 |
| --------------------------------------- | ---- | ---- | ---- | ---- | ---- |
| QS World University Rankings by Subject | 15   | 15   | 19   | 20   | 21   |

## 評価
前述の通り、2024年のQS世界大学ランキングにおいて19位に位置づけられており、ザ・タイムズ・ハイアー・エジュケーション（THE）の世界大学ランキングにおいても78位に位置づけられている。特に商学や経済学、工学や法学に強いことで知られており、同年の学部別のランキングではAccounting and Finance部門で10位（オーストラリア国内では1位）、Law部門で16位（オーストラリア国内では4位）、Civil and Structural Engineering部門では15位（オーストラリア国内では1位）となった。
学齢期の子どものための国内・国際アカデミック大会の運営などで、初等中等教育へも積極的に関わっている。ニューサウスウェールズ州内の大学の中では、2016年から2年連続で最も高校生からの支持を得た大学である。卒業生の雇用度も高く、2020年、QS世界大学の "Graduate Employability Rankings"の中でも27位に位置付けられている。また、ニューサウスウェールズ大学は多くの富豪やCEOを輩出しており、オーストラリア国内の大学では最も多くの卒業生がASX200に上場している会社のCEOになっている。2013年、THEの"World's top 100 universities for producing millionaires"では33位に位置付けられており、オーストラリアの大学ではトップとなった。

## 学生寮
キャンパス内には多くの学生寮があり、常時4,400人の学生が生活できる施設が整っている。これはニューサウスウェールズ州の大学の中でも最大規模である。
- The Kensington Colleges
  - Basser College
  - Goldstein College
  - Baxter College
- Colombo House
- Fig Tree Hall
- UNSW Hall
- Barker Street Apartments
- High Street Apartments
- Mulwarree Apartments
- The University Terraces

その他、大学の提携機関によって運営される寮がキャンパス内や周辺に点在している。
- Creston College
- International House
- New College
- New College Village
- Shalom College
- UniLodge
- UNSW Village
- Warrane College
- Port Macquarie Accommodation

## 日本の大学との関係
お茶の水女子大学、学習院大学、関西外国語大学、関西学院大学、京都大学、慶應義塾大学、国際教養大学、神戸市外国語大学、神戸大学、中央大学、東京大学、同志社大学、同志社女子大学、東北学院大学、東北大学、名古屋市立大学、北海道大学、明治大学、立教大学、立命館大学、早稲田大学と提携または協定を結び、積極的に留学生を受け入れている。

## 主な出身者
- スコット・モリソン（第30代オーストラリア連邦首相、元オーストラリア連邦財務大臣、元オーストラリア連邦社会福祉大臣、元オーストラリア連邦移民・市民権大臣）
- マリース・ペイン（オーストラリア連邦国防大臣、元オーストラリア連邦人材サービス大臣）
- スーザン・リー（オーストラリア連邦保健・高齢者ケア担当大臣、オーストラリア連邦スポーツ大臣）
- ボブ・カー（元オーストラリア連邦外務大臣、第39代ニューサウスウェールズ州首相）
- ピーター・ギャレット（元オーストラリア連邦環境保護・国家遺産・芸術大臣、元オーストラリア連邦学校教育・幼児・青年問題担当大臣、音楽家）
- キャンベル・ニューマン（第38代クイーンズランド州首相）
- ルーシー・ターンブル（第29代オーストラリア連邦首相夫人、第80代シドニー市長）
- ロバート・マクレランド（第33代オーストラリア連邦司法長官）
- エリザベス・フラートン（ニューサウスウェールズ州最高裁判所判事）
- ルーシー・マカラム（ニューサウスウェールズ州最高裁判所判事）
- トニー・ミーガー（ニューサウスウェールズ州最高裁判所判事）
- メーガン・レイサム（元ニューサウスウェールズ州最高裁判所判事、ニューサウスウェールズ州汚職防止独立委員会（ICAC）委員長）
- ロジャー・コルベット（元オーストラリア準備銀行取締役、元ウールワース最高経営責任者、元フェアファックス・メディア社会長）
- ダグラス・ダフト（元ザ・コカ・コーラ・カンパニー最高経営責任者）
- ドナルド・マクドナルド（元オーストラリア放送協会会長）
- ティム・フラナリー（哺乳類学者、古生物学者、環境活動家）
- グレン・マーカット（建築家）
- サム・マイケル（レーシングカーエンジニア）
- レンカ（歌手）
- ジョージ・ミラー（プロデューサー、映画監督、脚本家）
- レベル・ウィルソン（女優、コメディアン、小説家）
- マシュー・ライリー（小説家）
- マークス・ズーサック（小説家）
- ジェーン・サビル（オリンピック銅メダリスト）
- マイケル・ウェンデン（オリンピック金メダリスト）
- ラーマ10世（タイ王国国王）
- トゥポウ6世（トンガ国王）
- 多和田眞（経済学者、名古屋大学名誉教授）

## 関係者
- トビー・ウォルシュ - AI研究所研究者